# Trstenik (żupania zagrzebska)
Trstenik – wieś w Chorwacji, w żupanii zagrzebskiej, w gminie Marija Gorica. W 2011 roku liczyła 350 mieszkańców.